# Васильевское (Кузнечихинское сельское поселение)
Васильевское — деревня в Ярославском районе Ярославской области. Входит в состав Кузнечихинского сельского поселения.

## География
Находится в восточной части Ярославской области на расстоянии приблизительно 11 км на север по прямой от станции Филино.

## История
До 1777 года деревня входила в состав Городского стана Ярославского уезда. В 1678 году в ней было 2 жилых крестьянских дворов, в которых проживали 23 человек мужского пола. В то время деревня принадлежала боярину князю Фёдору Фёдоровичу Куракину.
С 1777 года — в составе Ярославского уезда Ярославского наместничества, затем Ярославской губернии.
В 1859 году здесь был учтен 21 двор, в 1898 — 34.

## Население
Численность населения: 134 человека (1859 год), 33 (русские 97 %) в 2002 году, 20 в 2010.